# Fissidentalium
Fissidentalium is een geslacht van weekdieren uit de klasse van de Scaphopoda (tandschelpen).

## Soorten
- Fissidentalium actiniophorum Shimek, 1997
- Fissidentalium aegeum (Watson, 1879)
- Fissidventalium amphialum (Watson, 1879)
- Fissidentalium candidum (Jeffreys, 1877)
- Fissidentalium capillosum (Jeffreys, 1877)
- Fissidentalium ceras (Watson, 1879)
- Fissidentalium complexum (Dall, 1895)
- Fissidentalium concinnum (Martens, 1878)
- Fissidentalium cornubovis (E. A. Smith, 1906)
- Fissidentalium edenensis Lamprell & Healy, 1998
- Fissidentalium elizabethae Lamprell & Healy, 1998
- Fissidentalium erosum Shimek & Moreno, 1996
- Fissidentalium eualdes (Barnard, 1963)
- Fissidentalium eupatrides (Melvill & Standen, 1907)
- Fissidentalium exasperatum (G.B. Sowerby III, 1903)
- Fissidentalium franklinae Lamprell & Healy, 1998
- Fissidentalium horikoshii Okutani, 1982
- Fissidentalium kawamurai Kuroda & Habe in Habe, 1961
- Fissidentalium laterischismum Shikama & Habe, 1963
- Fissidentalium levii Scarabino, 1995
- Fissidentalium magnificum (E. A. Smith, 1896)
- Fissidentalium malayanum (Boissevain, 1906)
- Fissidentalium mantelli (Zittel, 1865) †
- Fissidentalium megathyris (Dall, 1890)
- Fissidentalium metivieri Scarabino, 1995
- Fissidentalium opacum (Sowerby, 1829)
- Fissidentalium paucicostatum (Watson, 1879)
- Fissidentalium peruvianum (Dall, 1908)
- Fissidentalium platypleurum Tomlin, 1931
- Fissidentalium ponderi Lamprell & Healy, 1998
- Fissidentalium profundorum (E. A. Smith, 1894)
- Fissidentalium pukaea Maxwell, 1992 †
- Fissidentalium rei Maxwell, 1992 †
- Fissidentalium sahlmanni Dharma & Ng Hiong Eng, 2009
- Fissidentalium salpinx Tomlin, 1931
- Fissidentalium semivestitum (Locard, 1897)
- Fissidentalium serrulatum (E. A. Smith, 1906)
- Fissidentalium shirleyae Lamprell & Healy, 1998
- Fissidentalium shoplandi (Jousseaume, 1894)
- Fissidentalium solidum (Hutton, 1873) †
- Fissidentalium tenuicostatum Qi & Ma, 1989
- Fissidentalium transversostriatum Boissevain, 1906
- Fissidentalium verconis Cotton & Ludbrook, 1938
- Fissidentalium vicdani Kosuge, 1981
- Fissidentalium waterhousae Lamprell & Healy, 1998
- Fissidentalium yokoyamai (Makiyama, 1931)
- Fissidentalium zelandicum (Sowerby II, 1860)